# Seberg
Seberg är ett efternamn, som burits av bland andra:
- Carl Albert Joakim Seberg (1849–1908), svensk tidningsman
- Jean Seberg (1938–1979), amerikansk skådespelare
- Åke Seberg (1905–1982), svensk arkitekt